# Chandrayaan-2
Chandrayaan-2 is een onbemande maanlandermissie van het Indiase ruimteagentschap ISRO die op 22 juli 2019 is gelanceerd. De lancering is met succes volbracht vanaf het Satish Dhawan Space Centre met een GSLV mkIII-raket (GSLV mkIII werd later hernoemd tot LVM3); de krachtigste raket van de ISRO. De Orbiter is in een baan om de Maan gebracht. De onderzoeksmissie op het maanoppervlak is echter niet gestart door de mislukte maanlanding. 
Chandrayaan-2 is de opvolger van de Chandrayaan-1-missie uit 2009. De ISRO hoopte in 2020 alsnog een lander op de Maan te landen met missie Chandrayaan-3 Die lancering is vertraagd naar juli 2023. De missie bevat alleen een nieuwe lander en gebruikt voor de communicatie de Chandrayaan 2-orbiter die al om de Maan cirkelt.

Het laag energetische traject van de maansonde Chandrayaan-2, positie op 20 augustus 2019

## Achtergrond
Chandrayaan 2 bestond uit drie hoofdmodules:
- Een orbiter die de communicatie met de aarde bewerkstelligt.
- Een maanlander genaamd Vikram (velours)
- Een maanwagentje genaamd Pragyan (wijsheid)

De gezamenlijke massa van de modules was 3877 kilogram bij de lancering.
De orbiter cirkelt zo’n 100 kilometer boven het maanoppervlak. Van daaruit zou deze de data van de lander en de rover ontvangen en doorsturen naar de aarde.
Vikram zou als alles goed ging als eerste ruimtevaartuig ooit in de buurt van de zuidpool van de maan geland zijn. Na de maanlanding zou een klein maanwagentje de lander verlaten en over het maanoppervlak rijden. Deze rover zou onderzoek naar de chemische samenstelling van het maanoppervlak doen.

## Missieverloop

### Lancering
De lancering geschiedde met een GSLV-MkIII. Dat is de krachtigste draagraket die de ISRO anno 2019 heeft maar is een relatief lichte raket. Qua kracht is deze vergelijkbaar met de Sojoez en de Delta II en ontworpen met het doel satellieten naar een geostationaire overgangsbaan te lanceren (GTO).
De lancering stond voor 14 juli 2019 gepland, maar werd 56 minuten voor het geplande lanceermoment afgeblazen nadat er een technisch mankement was geconstateerd. De nieuwe lanceerdatum werd vastgesteld op 22 juli, 09:13 UTC en met succes uitgevoerd.

### Trans-Lunar Injection
De sonde werd via een laag energetisch traject naar de maan gebracht. Dat wil zeggen dat de sonde in een concentrische elliptische baan om de aarde werd gebracht (vergelijkbaar met GTO) waarvan het apogeum telkens werd vergroot tot deze de baan van de maan doorkruiste en door de zwaartekracht van de maan in een baan om dat hemellichaam werd getrokken. Deze methode duurde zo’n 50 dagen en kostte veel minder energie dan een rechtstreekse vlucht waardoor een betrekkelijk lichte draagraket volstond. De versnelling die nodig was om in het zwaartekrachtveld van de maan te komen (Trans-Lunar Injection) gebeurde op 13 augustus 20:51 UTC. Op 20 augustus 03:32 UTC werd met een afremprocedure Chandrayaan-2 in een baan om de maan gebracht.

### Landing mislukt
Op 2 september werd de lander losgekoppeld van het moederschip, de zachte landing was voorzien op 6 september tussen 20 en 21 uur UTC De afdaling ging tot op 2,1 kilometer boven het maanoppervlak volgens planning. Op de telemetrie was daarna te zien dat het traject van Vikram afweek van het geplande traject. Daarna ging de communicatie met Vikram verloren. Twee dagen later meldde de ISRO dat de lander was gezien op infrarood-foto’s die de Chandrayaan 2-orbiter had gemaakt. Men blijft nog minimaal 14 dagen proberen contact met de lander te krijgen. De Lunar Reconnaissance Orbiter maakte op 17 september detailopnamen van de landingsplaats, maar kon de lander niet lokaliseren. Op 14 oktober werd een tweede opname gemaakt door de LRO onder betere lichtomstandigheden, maar ook op die opname werd de Vikram lander niet gelokaliseerd.
In november 2019 werd door de Indian Space Research Organization erkend dat de Vikram-maanlander als verloren moest worden beschouwd en de missie als mislukt. De ISRO concludeerde dat Vikram tijdens de tweede van drie afremfases meer had afgeremd dan de bedoeling was. Daardoor geraakte de situatie van Vikram buiten de vooraf gestelde parameters voor de derde afremfase en kon deze dat niet meer herstellen. Bijgevolg landde Vikram te hard op het maanoppervlak binnen 500 meter van de initiële landingsplaats. Op 2 december 2019 had NASA op van foto’s van de Lunar Reconnaissance Orbiter en met hulp van een amateur analist de door Vikram veroorzaakte inslagkrater gevonden. Op foto’s van dezelfde plek uit september was dat echter niet gezien door de slechte lichtval van dat moment.